# Ophionephthys lowelli
Ophionephthys lowelli är en ormstjärneart som beskrevs av A.M. Clark 1974. Ophionephthys lowelli ingår i släktet Ophionephthys och familjen trådormstjärnor. Inga underarter finns listade i Catalogue of Life.